# Atlantis (ruimteveer)
De spaceshuttle Atlantis (NASA-aanduiding: OV-104) was een van de vijf spaceshuttles. Het is de vierde spaceshuttle die werd gebouwd en een van de drie overgebleven shuttles na het verongelukken van de Challenger en de Columbia.
De Atlantis is genoemd naar het belangrijkste oceanografisch onderzoeksschip van het Woods Hole Oceanographic Institution van 1930 tot 1966.
Omdat er veel ervaring was opgedaan met de bouw van de Enterprise, Columbia en de Challenger duurde de bouw van de Atlantis (1979-1985) maar de helft van de tijd die nodig was voor de bouw van de Columbia. Ook was de Atlantis een stuk lichter dan de Columbia. De bouw van de Atlantis kostte de NASA 389 miljoen dollar.
De Atlantis was het laatste ruimteveer van het Spaceshuttleprogramma dat de ruimte in ging. Deze vlucht, de STS-135, was in juli 2011. Nu spaceshuttle Atlantis met pensioen is, wordt hij tentoongesteld op het Kennedy Space Center.

## Vluchten

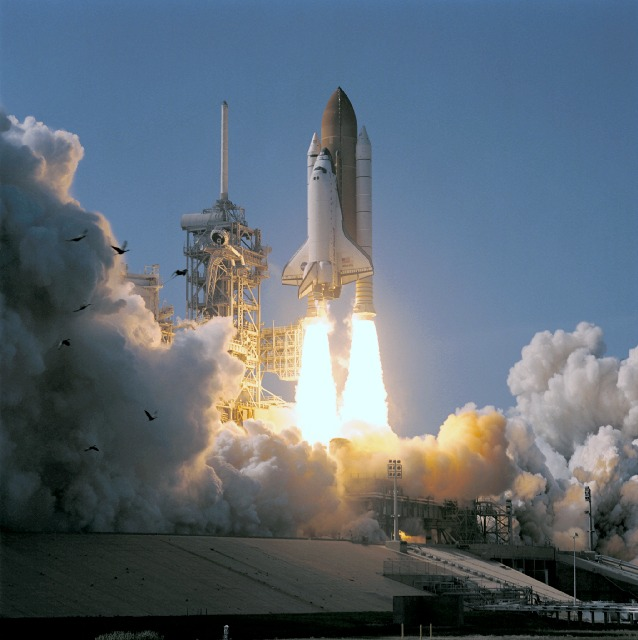
Lancering van de spaceshuttle Atlantis op 8 april 2002 vanaf Kennedy Space Center

De eerste vlucht van de Atlantis vond plaats op 3 oktober 1985. Sindsdien heeft de Atlantis onder meer de ruimtesondes Galileo en Magellan in de ruimte gebracht. In deze vlucht werd het Europees onderzoeksplatform Eureca in een baan rond de aarde gebracht. Tussen 1995 en 1997 heeft de Atlantis 7 missies naar de Mir volbracht om bemanning af te wisselen. Tussen 2000 en 2002 zijn met deze shuttle zes missies naar het internationaal ruimtestation ISS uitgevoerd voor het leveren van compartimenten voor het station.

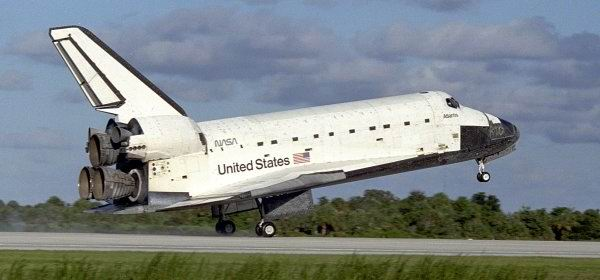
Spaceshuttle Atlantis, landing in 1997

### Vlucht STS-115 (27)
Op 9 september 2006 werd het ruimteveer opnieuw vanaf de ruimtebasis Cape Canaveral gelanceerd. Dit ging niet zonder slag of stoot, nadat eerdere pogingen door een blikseminslag, orkaan Ernesto en technische problemen waren mislukt, was de vijfde poging pas succesvol. De bemanning van de spaceshuttle heeft tijdens de missie van elf dagen verder gebouwd aan het half voltooide ruimtestation ISS.
Op 21 september 2006 landde het ruimteveer Atlantis na een reis van 12 dagen om 12:21 uur (GMT + 1) weer veilig terug op aarde. Aanvankelijk zou de missie 11 dagen duren maar door het slechte weer in Florida werd de landing één dag uitgesteld. De weersomstandigheden waren toen prima voor een landing op Kennedy Space Center in Florida.
"Het is fijn terug te zijn", zei gezagvoerder Brent Jett van de Atlantis na de landing. De bemanning was even voor 04.00 uur (GMT+1) gewekt met een liedje van de Amerikaanse rockband Better Than Ezra. Rond 11.00 uur (GMT+1) verliet de spaceshuttle zijn baan om de aarde, om een uur en 21 minuten later te landen in Florida.
Tijdens de twaalfdaagse missie was het de belangrijkste taak van de bemanning van de Atlantis om het ISS te voorzien van twee nieuwe zonnepanelen. De zonnepanelen, elk 73 meter hoog, ontvouwden zich zonder problemen. Ze moeten de hoeveelheid energie waarover het ISS beschikt, verdubbelen. Dat betekende dat er zes astronauten tegelijk kunnen werken in plaats van de tot dan toe drie.

Landing van spaceshuttle Atlantis na missie STS-117

### Vlucht STS-117 (28)
De volgende vlucht was gepland op 15 maart 2007, met als belangrijkste missie het aan brengen van nieuwe zonnepanelen aan het ISS. Het is de eerstvolgende shuttlevlucht en de voorbereidingen zijn volop aan de gang. De Atlantis, die reeds bij het lanceerplatform stond, werd terug naar de assemblagehal gevoerd om beschadigingen aan de brandstoftank, door een hagelbui, te herstellen. Op 8 juni om 1:38 (Nederlandse tijd) is Atlantis alsnog gelanceerd. Daarbij raakte wel het hitteschild beschadigd, maar dat werd in de ruimte gerepareerd.
Vlucht STS-117 is op 22 juni 2007 iets voor 22.00 uur (GMT+1) beëindigd met een succesvolle landing in Californië, de bedoeling was dat het ruimteveer zou landen op Cape Canaveral, dit ging niet door wegens het slechte weer daar.
De Belg Dirk Frimout reisde ook met dit ruimteveer naar het MIR. Hij werd in 1992 eerste Belg in de ruimte. Hij deed mee met de missie STS-45. Zijn boordcommandant toen, Bolden, is de baas van de NASA geworden.

## Vorige missies
Spaceshuttle Atlantis heeft 33 vluchten voltooid, was 306 dagen in de ruimte, voltooide 4.848 rondjes om de aarde en vloog totaal 202.673.974 km.

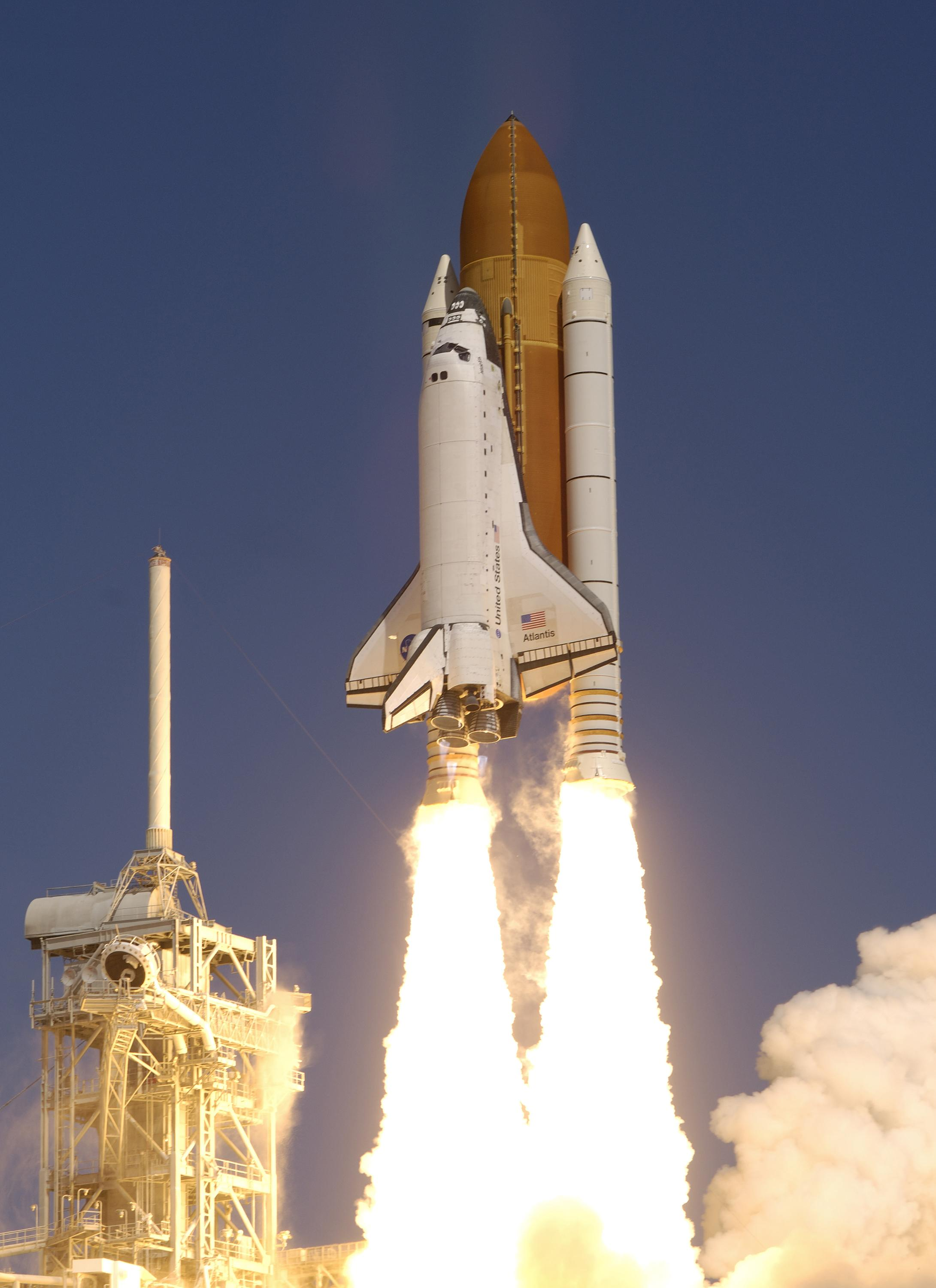
Start van spaceshuttle Atlantis voor missie STS-115

| Nr. | Lanceerdatum      | Missie   | Lanceercomplex               | Landingsdatum     | Landingsplaats         |
| --- | ----------------- | -------- | ---------------------------- | ----------------- | ---------------------- |
| 1   | 3 oktober 1985    | STS-51-J | LC-39A, Kennedy Space Center | 7 oktober 1985    | Edwards Air Force Base |
| 2   | 26 november 1985  | STS-61-B | LC-39A, Kennedy Space Center | 3 december 1985   | Edwards Air Force Base |
| 3   | 2 december 1988   | STS-27   | LC-39B, Kennedy Space Center | 6 december 1988   | Edwards Air Force Base |
| 4   | 4 mei 1989        | STS-30   | LC-39B, Kennedy Space Center | 8 mei 1989        | Edwards Air Force Base |
| 5   | 18 oktober 1989   | STS-34   | LC-39B, Kennedy Space Center | 23 oktober 1989   | Edwards Air Force Base |
| 6   | 28 februari 1990  | STS-36   | LC-39A, Kennedy Space Center | 4 maart 1990      | Edwards Air Force Base |
| 7   | 15 november 1990  | STS-38   | LC-39A, Kennedy Space Center | 20 november 1990  | Kennedy Space Center   |
| 8   | 5 april 1991      | STS-37   | LC-39B, Kennedy Space Center | 11 april 1991     | Edwards Air Force Base |
| 9   | 2 augustus 1991   | STS-43   | LC-39A, Kennedy Space Center | 11 augustus 1991  | Kennedy Space Center   |
| 10  | 24 november 1991  | STS-44   | LC-39A, Kennedy Space Center | 1 december 1991   | Edwards Air Force Base |
| 11  | 24 maart 1992     | STS-45   | LC-39A, Kennedy Space Center | 2 april 1992      | Kennedy Space Center   |
| 12  | 31 juli 1992      | STS-46   | LC-39A, Kennedy Space Center | 8 augustus 1992   | Kennedy Space Center   |
| 13  | 3 november 1994   | STS-66   | LC-39B, Kennedy Space Center | 14 november 1994  | Edwards Air Force Base |
| 14  | 27 juni 1995      | STS-71   | LC-39A, Kennedy Space Center | 7 juli 1995       | Kennedy Space Center   |
| 15  | 12 november 1995  | STS-74   | LC-39A, Kennedy Space Center | 20 november 1995  | Kennedy Space Center   |
| 16  | 22 maart 1996     | STS-76   | LC-39B, Kennedy Space Center | 31 maart 1996     | Edwards Air Force Base |
| 17  | 16 september 1996 | STS-79   | LC-39A, Kennedy Space Center | 26 september 1996 | Kennedy Space Center   |
| 18  | 12 januari 1997   | STS-81   | LC-39B, Kennedy Space Center | 22 januari 1997   | Kennedy Space Center   |
| 19  | 15 mei 1997       | STS-84   | LC-39A, Kennedy Space Center | 24 mei 1997       | Kennedy Space Center   |
| 20  | 25 september 1997 | STS-86   | LC-39A, Kennedy Space Center | 6 oktober 1997    | Kennedy Space Center   |
| 21  | 19 mei 2000       | STS-101  | LC-39A, Kennedy Space Center | 29 mei 2000       | Kennedy Space Center   |
| 22  | 8 september 2000  | STS-106  | LC-39B, Kennedy Space Center | 19 september 2000 | Kennedy Space Center   |
| 23  | 7 februari 2001   | STS-98   | LC-39A, Kennedy Space Center | 20 februari 2001  | Edwards Air Force Base |
| 24  | 12 juli 2001      | STS-104  | LC-39B, Kennedy Space Center | 24 juli 2001      | Kennedy Space Center   |
| 25  | 8 april 2002      | STS-110  | LC-39B, Kennedy Space Center | 19 april 2002     | Kennedy Space Center   |
| 26  | 7 oktober 2002    | STS-112  | LC-39B, Kennedy Space Center | 18 oktober 2002   | Kennedy Space Center   |
| 27  | 9 september 2006  | STS-115  | LC-39B, Kennedy Space Center | 21 september 2006 | Kennedy Space Center   |
| 28  | 8 juni 2007       | STS-117  | LC-39A, Kennedy Space Center | 22 juni 2007      | Edwards Air Force Base |
| 29  | 7 februari 2008   | STS-122  | LC-39A, Kennedy Space Center | 20 februari 2008  | Kennedy Space Center   |
| 30  | 11 mei 2009       | STS-125  | LC-39A, Kennedy Space Center | 24 mei 2009       | Edwards Air Force Base |
| 31  | 16 november 2009  | STS-129  | LC-39A, Kennedy Space Center | 27 november 2009  | Edwards Air Force Base |
| 32  | 14 mei 2010       | STS-132  | LC-39A, Kennedy Space Center | 26 mei 2010       | Kennedy Space Center   |
| 33  | 8 juli 2011       | STS-135  | LC-39A, Kennedy Space Center | 21 juli 2011      | Kennedy Space Center   |

## Trivia
- Een van de twee AJ10-190-motoren van het Orbital Maneuvering System van Atlantis wordt als hoofdmotor van de European Servicemodule van de Orion-capsule van vlucht Artemis I hergebruikt.

## Fotogalerij

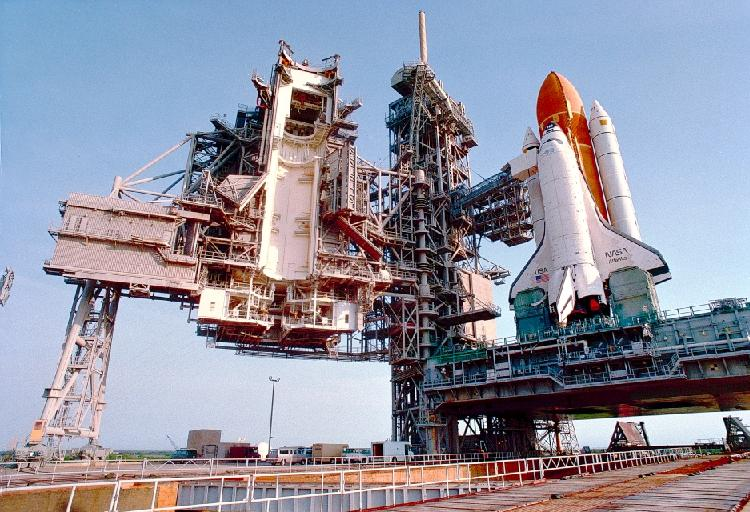
Spaceshuttle Atlantis wordt gereed gemaakt voor lancering
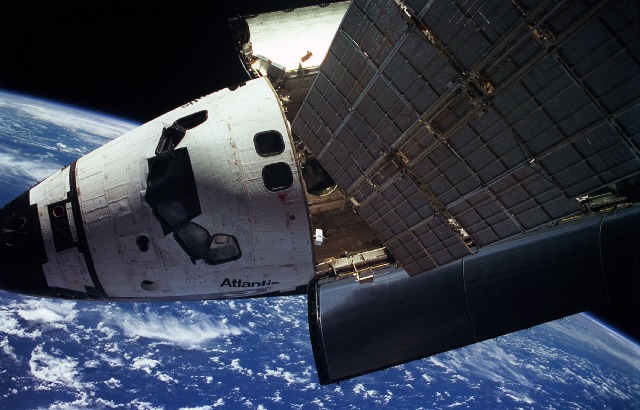
Spaceshuttle Atlantis tijdens koppeling met Mir
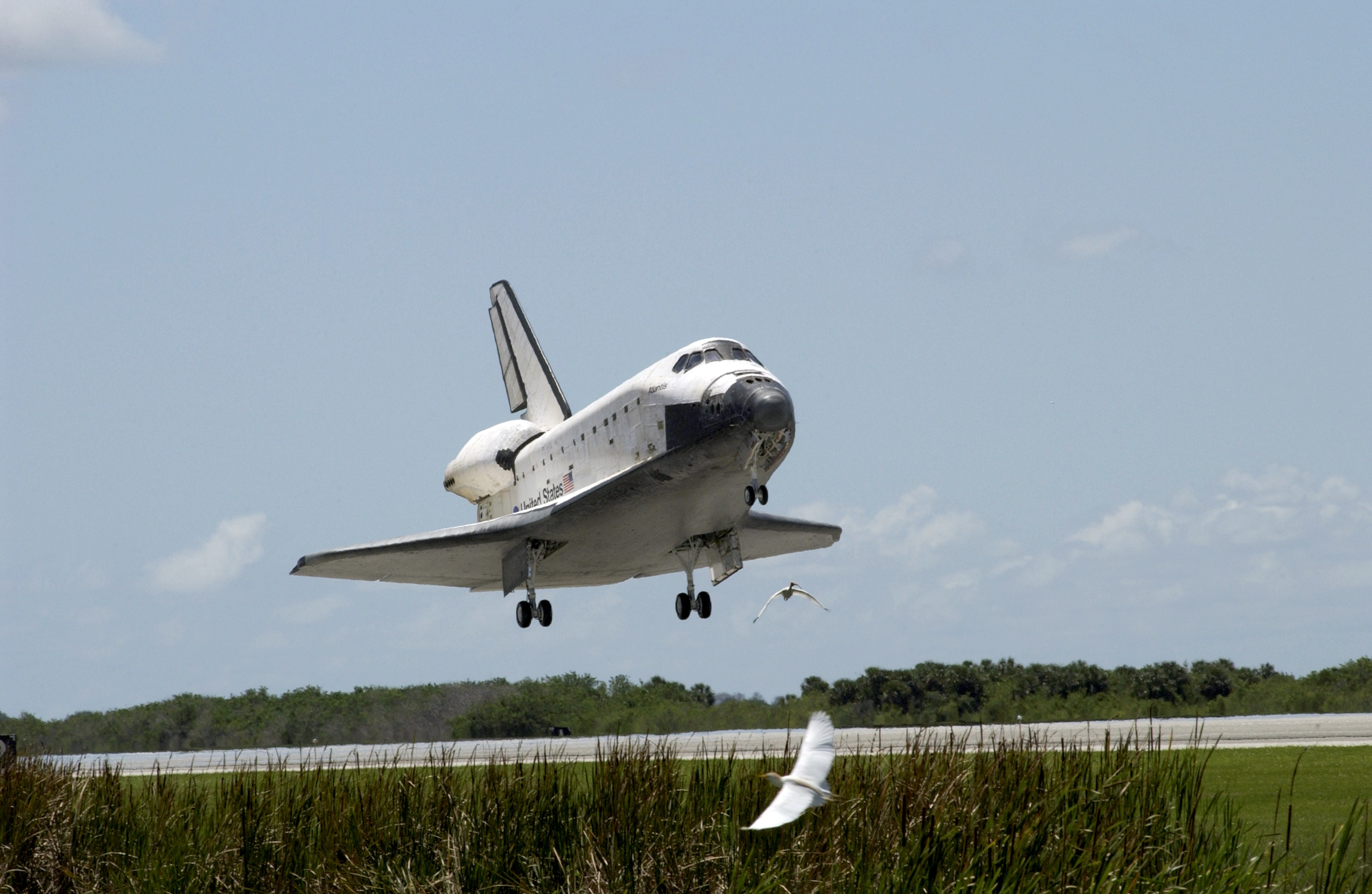
Landing van spaceshuttle Atlantis op 19 april 2002 na een missie naar het ISS
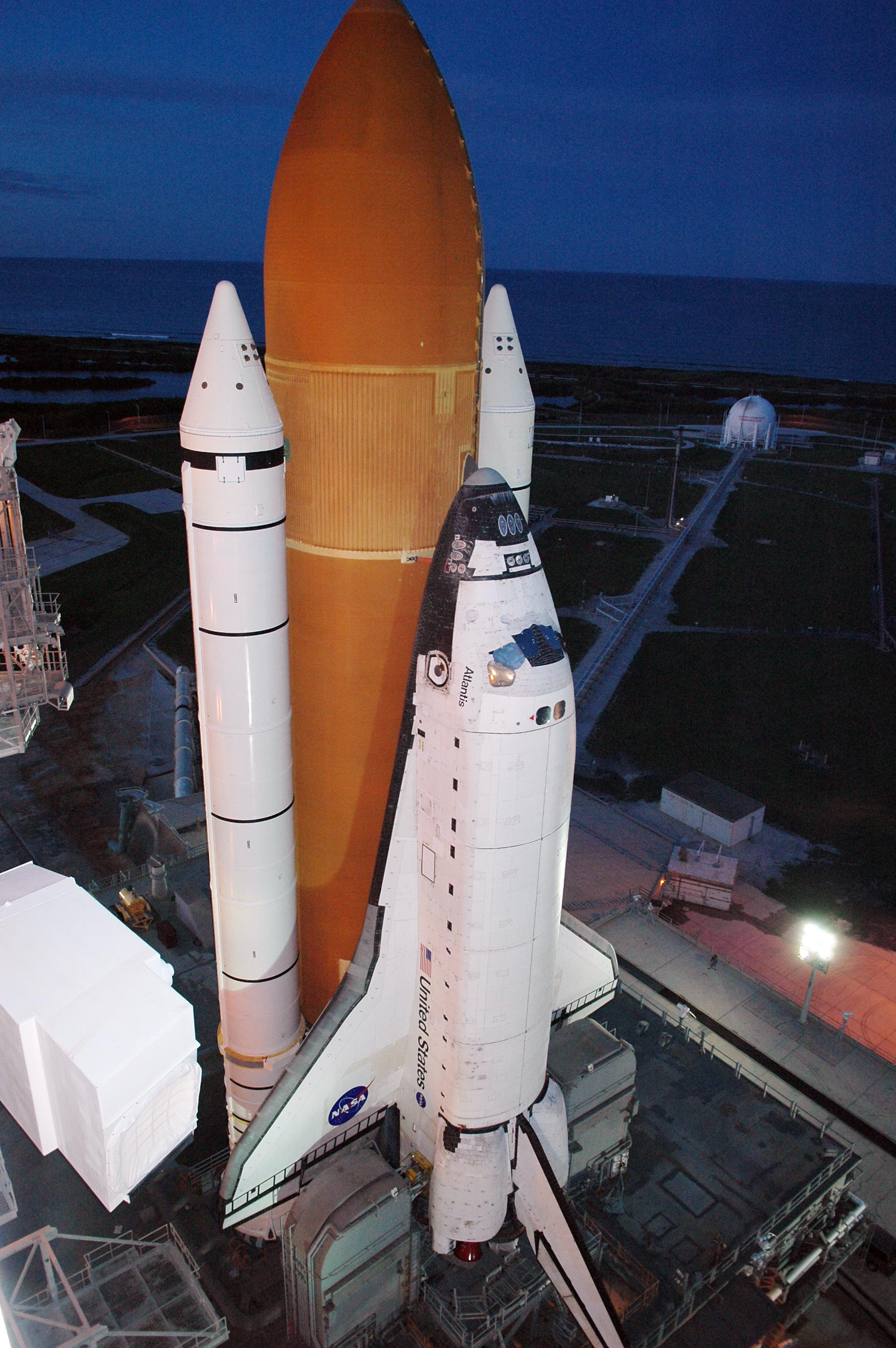
Atlantis 29 augustus 2006
Het logo van STS-117, de op 8 juni gestarte missie naar het ISS met Atlantis
Het logo van STS-132, de een-na-laatste missie van Atlantis.